# Окураяма
Окураяма (яп. 大倉山ジャンプ競技場 О:кураяма дзямпу кё:гидзё:) — стадион для прыжков с трамплина в районе Тюо города Саппоро (Япония). Трамплин расположен на восточном склоне горы Окура. В 1972 году на стадионе проводились соревнования по прыжкам с трамплина в рамках зимних Олимпийских игр. В состав комплекса стадиона помимо трамплина входят Музей зимних видов спорта, Хрустальный дом и смотровая площадка.
Стадион располагается на площади 8,2 га. Он может принять до 50 тыс. зрителей. Высота от верхней части склона до нижней составляет 133 метра. Высота K-точки составляет 120 метров. Рекорд по дальности прыжка принадлежит Юсуке Канеко, который 25 марта 2005 года прыгнул на 145,0 метра.

## История
Стадион был построен в 1931 году Киситиро Окурой при поддержке князя Титибу, брата Хирохито. После завершения строительства стадион был передана в дар городу Саппоро.
В 1970 году в преддверии зимних Олимпийских игр 1972 года стадион был отремонтирован. После реконструкции К-точка стала располагаться на высоте 110 метров, а сам стадион был способен вместить около 50 тыс. желающих. Во время зимних Олимпийских игр 1972 года на стадионе проводились соревнования по прыжкам с трамплина в классе 90 метров .
По просьбе Международной федерации лыжного спорта трамплин Окураямы был реконструирован несколько раз. В советы 1982 году до вершины горы был построен подъёмник. В 1986 году расстояние до K-точки было увеличено до 115 метров, а в 1996 году — до 120 метров.
Перед зимней Универсиадой в 1991 году трамплин был вновь реконструирован.
Реконструкция 1998 года позволила лыжникам прыгать даже в летнее время. Была увеличена длина подъёмника, и установлено освещение для проведения ночных соревнованиях.